# Anja Snellman

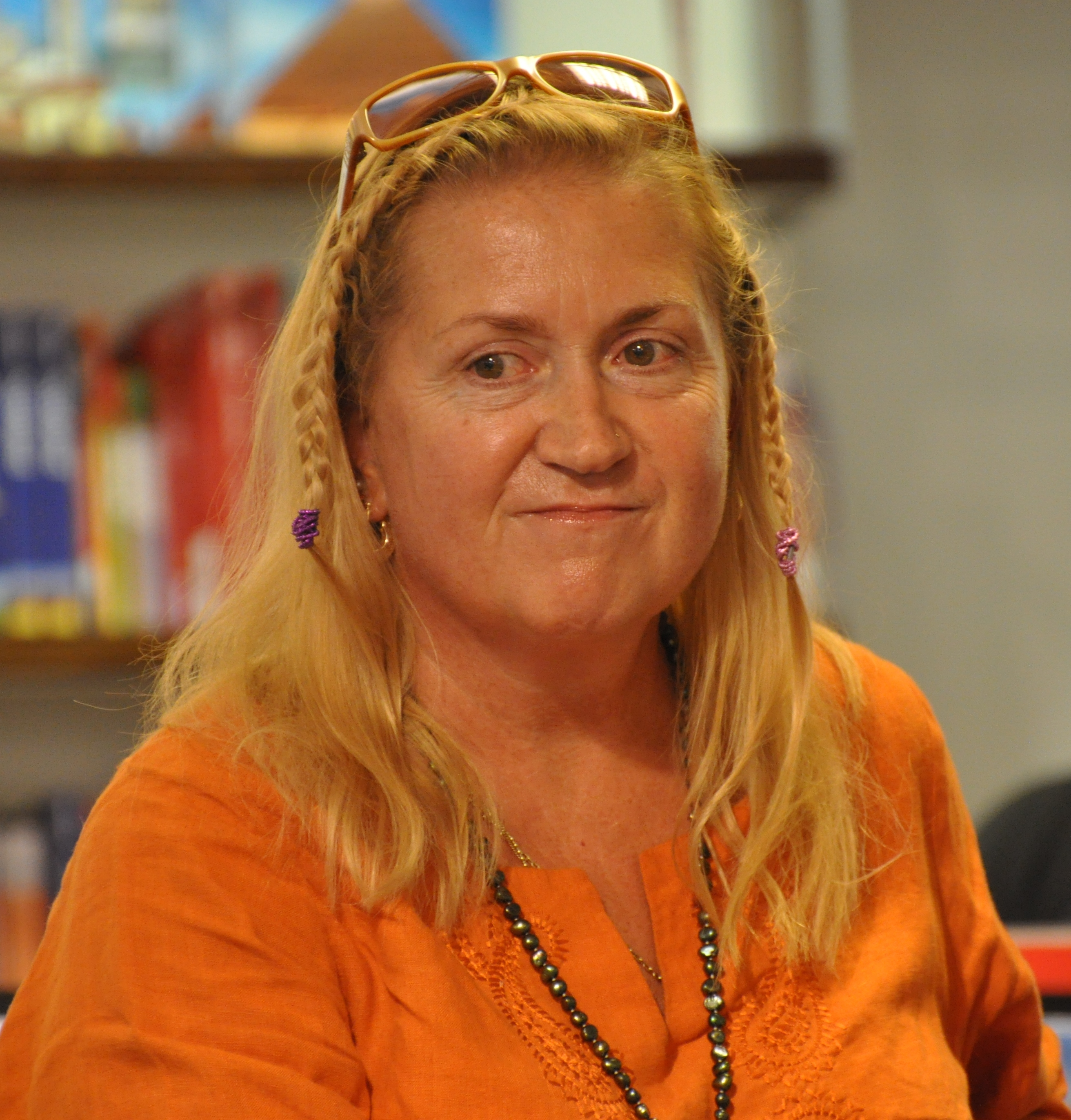
Anja Snellman(2010)

Anja Kyllikki Snellman-Orma, geborene Kauranen (* 23. Mai 1954 in Helsinki, Finnland), ist eine finnische Schriftstellerin, Drehbuchautorin, Fernsehmoderatorin und Journalistin. Seit der Ehe mit dem Journalisten Saska Saarikoski trug sie den Familiennamen Snellman, vorher war sie unter ihrem Geburtsnamen Anja Kauranen bekannt; seit 2007 ist sie mit Jukka Orma verheiratet.

## Leben
Anja Snellman wurde als Anja Kauranen in Kallio, einem Stadtteil Helsinkis geboren. Sie besuchte die Aleksis Kiven koulu und die Alppilan lukio. Von 1973 bis 1981 studierte sie Englisch Philologie, Angewandte Psychologie und Finnische Literatur an der Universität Helsinki. Nachdem sie 1980 gemeinsam mit Esa Saarinen in der Studentenzeitschrift Ylioppilaslehti die Finnische Literatur stark kritisierte, veröffentlichte sie nur ein Jahr später mit Sonja O. kävi täällä ihren ersten Roman. Das Buch wurde ihr großer Durchbruch. Sie wurde noch im selben Jahr mit dem J.-H.-Erkko-Preis für den besten Debütroman ausgezeichnet und das Buch verkaufte sich selbst über 100.000 Mal und wurde in mehrere Sprachen übersetzt, darunter auch ins Englische.
Seitdem hat Snellman über 20 Romane und zwei Gedichtsammlungen veröffentlicht, wobei sie unter anderem 2007 mit dem Pro Finlandia und 1994 für ihren Roman Ihon aika mit der Danke-für-das-Buch-Medaille ausgezeichnet wurde. Dieses Buch ist einer von insgesamt vier Romanen, die in die Deutsche Sprache übersetzt wurden. Nach einer Übersetzung von Angelika Plöger erschien das Buch 2001 unter dem deutschen Titel Zeit der Haut beim Münchener Goldmann Verlag. Plöger übersetzte auch Pelon maantiede, welcher ebenfalls 2001 bei Goldmann erschien, unter dem Titel Geografie der Angst. Beim btb Verlag erschienen, ebenfalls durch Plöger übersetzt, Paratiisin kartta als Landkarte des Paradieses und Safari Club als Safari-Club. Ihre Bücher wurden insgesamt in über 20 Sprachen übersetzt.
Als Drehbuchautorin debütierte Snellman 1985 mit der Adaption des Romans Suuri illusioni von Mika Waltari für das gleichnamige von Tuija-Maija Niskanen inszenierte Liebesdrama. Für die beiden Fernsehfilme Rotta kotona und Palkinto war sie 1987 und 1988 ebenfalls als Drehbuchautorin tätig. Niskanen war es schließlich auch, der 1999 mit der gleichnamigen Romanverfilmung Ihon aika das erste Buch Snellmans auf die Leinwand brachte. Die zweite Romanverfilmung folgte ein Jahr später mit Pelon maantiede, nach einer Inszenierung von Auli Mantila, wobei dieser als Komplizinnen aus Angst am 18. Juni 2001 auf Arte ausgestrahlt wurde.
Parallel zu ihrer literarischen Arbeit ist Snellman auch als Journalistin und Fernsehmoderatorin tätig. Sie schrieb mehrere Artikel und Kolumnen für Zeitschriften wie KaksPlussaan, Suomen Kuvalehteen, Fittnessiin, Annaan und Veikkaajaan. Bereits Ende der 1990er Jahre kam sie mit der Fernseharbeit in Berührung, beim Fernsehprogramm Aamu-TV. Gemeinsam mit Lauri Karhuvaaran moderierte sie Donnerstags Morgen das Magazin Huomenta Suomi auf MTV3. Seit Herbst 2010 hat sie mit Anja Snellman: Saanko esitellä? eine Montagabendtalkshow auf SuomiTV. Von 2001 bis 2006 war sie Vorsitzende des Programmausschusses der Helsinki Buchmesse und von 2007 bis 2009 Künstlerische Leiterin des Literaturfestivals in Vaasa.
Snellman war von 1997 bis 2005 mit dem Journalisten Saska Saarikoski verheiratet. Beide haben zwei gemeinsame Töchter. Während der Ehe nahm sie den Nachnamen Snellman an und legte ihn auch nach der Scheidung nicht wieder ab. Aktuell ist sie mit dem Gitarristen Jukka Orma verheiratet.
Für das Schreiben zog sich Snellman während der 1990er Jahre häufig in ihr Haus in Chania auf Kreta zurück. Zuletzt schrieb sie die meisten Bücher in Bangalore.

## Werke (Auswahl)
Romane
- Sonja O. kävi täällä (1981)
- Tushka (1983)
- Kultasuu (1985)

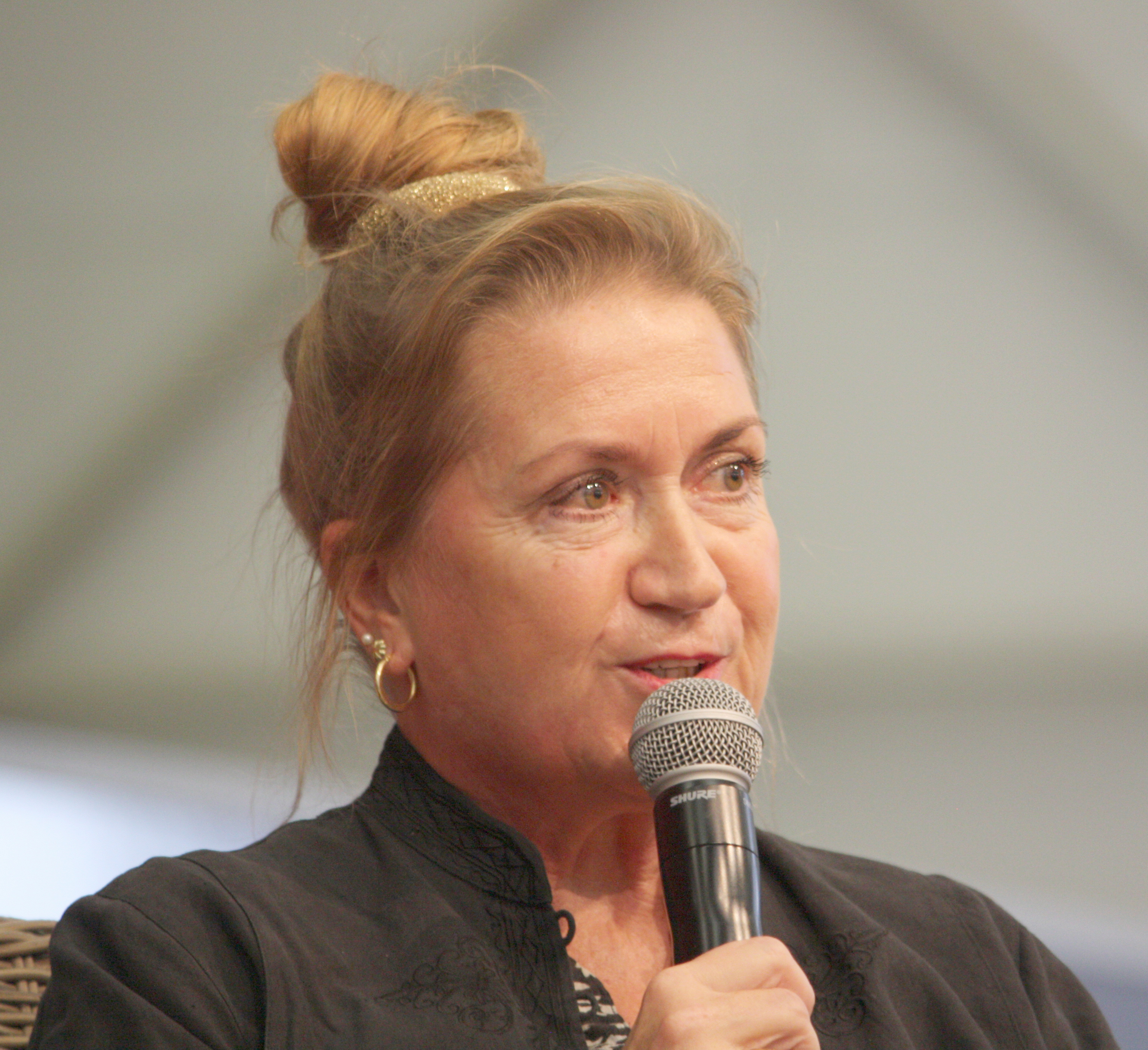
Anja Snellman (2013)

- Pimeää vain meidän silmillemme (1987)
- Kiinalainen kesä (1989)
- Kaipauksen ja energian lapset (1991)
- Ihon aika (1993)
  - Zeit der Haut, München 2001, Goldmann Verlag, ISBN 3-442-75047-4
- Pelon maantiede (1995)
  - Geografie der Angst, München 2001, Goldmann Verlag, ISBN 3-442-72471-6
- Syysprinssi (1996)
- Arabian Lauri (1997)
- Side (1998)
- Paratiisin kartta (1999)
  - Landkarte des Paradieses, München 2005, ISBN 3-442-73335-9
- Aura (2000)
- Safari Club (2001)
  - Safari-Club, München 2004, btb, ISBN 3-442-73234-4
- Äiti ja koira (2002)
- Lyhytsiipiset (2003)
- Rakkauden maanosat (2005)
- Harry H (2007)
- Lemmikkikaupan tytöt (2007)
- Parvekejumalat (2010)
- Ivana B (2012)
- Pääoma (2013)
- Antautuminen (2015)
- Lähestyminen (2016)
- Kaikkien toiveiden kylä (2018)
- Kaikki minun isäni (2021)

Poesie
- Saa kirjoittaa (2004)
- Öisin olemme samanlaisia (2011)
- Runoksia (2014)

Drehbücher
- 1985: Suuri illusioni (nach einem Roman von Mika Waltari)
- 1987: Rotta kotona
- 1988: Palkinto

## Auszeichnungen (Auswahl)
- J.-H.-Erkko-Preis 1981 für „Sonja O. kävi täällä“
- Danke-für-das-Buch-Medaille 1994 für „Ihon aika“
- Pro Finlandia 2007